# Acerentomon brevisetosum
Acerentomon brevisetosum är en urinsektsart som beskrevs av Bruno Condé 1945. Acerentomon brevisetosum ingår i släktet Acerentomon och familjen lönntrevfotingar. Inga underarter finns listade i Catalogue of Life.